# Ouraline

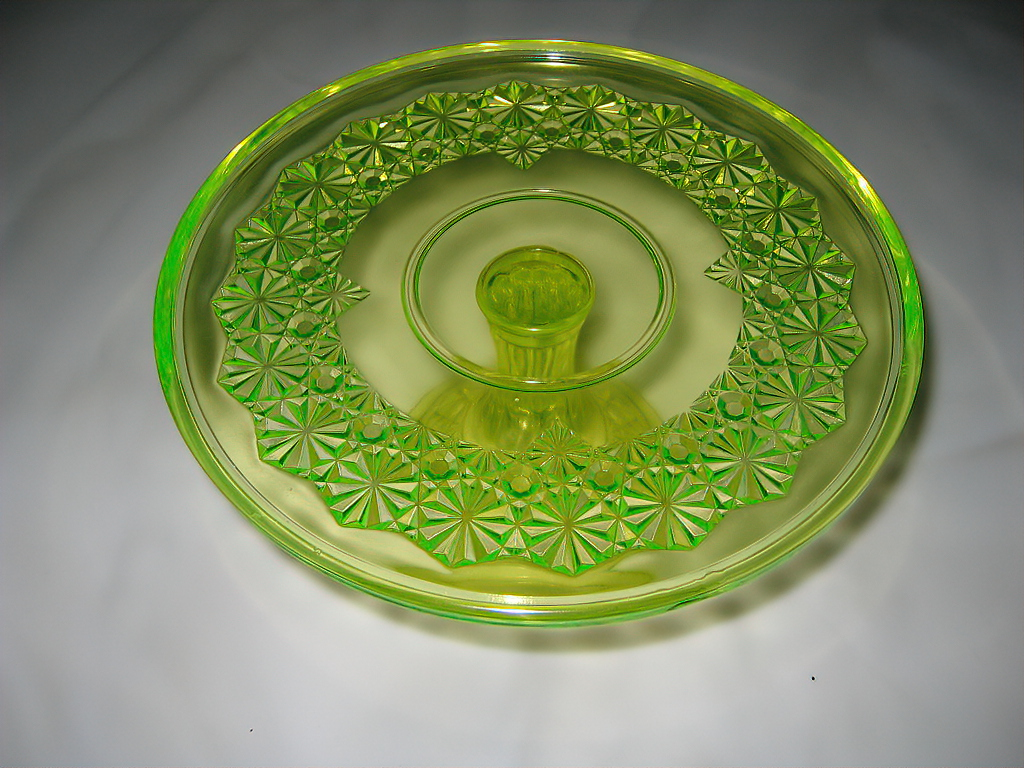
Un présentoir à gâteau en ouraline.

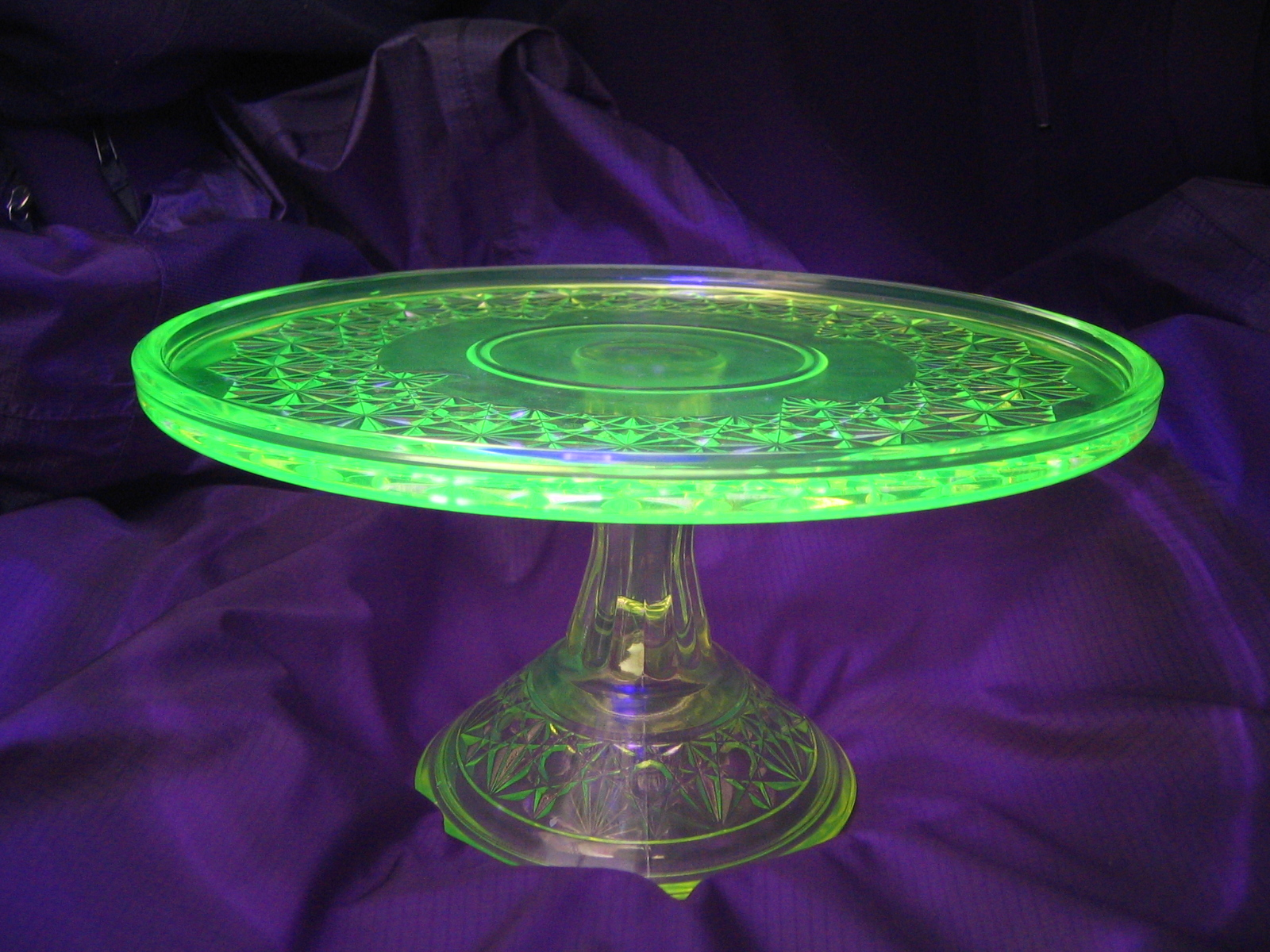
Le même présentoir brille d'un éclat fluorescent sous la lumière ultraviolette.

L'ouraline est un verre dans lequel a été incorporé de l'uranium, la plupart du temps sous forme de diuranate. La proportion d'uranium varie généralement de 0,1 à 2 % du poids total de l'objet, mais certaines pièces datant du XIXe siècle en contiennent jusqu'à 25 %,.
L'ouraline a longtemps servi à la fabrication de vaisselle et de bibelots, mais son utilisation s'est faite plus rare lorsque la disponibilité de l'uranium pour l'industrie a diminué à cause de la Guerre froide. La plupart des objets en ouraline sont maintenant considérés comme des antiquités et ne sont plus recherchés que par les collectionneurs. La production actuelle d'objets en ouraline se cantonne à des objets communs comme des perles ou des billes.

## Apparence
En l'absence de tout autre colorant, la couleur de l'ouraline, qui varie du jaune au vert, dépend du niveau d'oxydation du matériau et de sa concentration en ions uranium. Les deux caractéristiques principales des objets en ouraline sont qu'ils brillent d'une lumière fluorescente verte quand ils sont placés sous une lumière ultraviolette et qu'ils peuvent émettre des radiations d'un niveau légèrement supérieur à la radioactivité naturelle, même si la plupart sont considérés comme inoffensifs.
La dénomination anglo-saxonne « vaseline glass » vient de la couleur jaune-vert de l'ouraline qui rappelait celle de la vaseline commercialisée dans les années 1920 aux États-Unis, et ce terme est aujourd'hui fréquemment employé pour désigner un verre ayant la couleur de l'ouraline même s'il n'en a pas toutes les caractéristiques physiques.

## Variations
Il existe plusieurs sous-types d'ouraline : le « custard glass » est un verre opaque de teinte crémeuse ; le « jadite glass », ou « Jadite », est un verre opaque de teinte verte ; le « Depression glass » est un verre transparent ou semi-opaque de teinte vert pâle.
De même que pour le terme « vaseline glass », les dénominations « custard glass » et « Jadite » sont souvent employées pour décrire l'apparence d'un verre plutôt que ses caractéristiques physiques, et le terme « Depression glass » peut désigner n'importe quel type de verre datant de la Grande Dépression.

## Histoire

### Période pré-industrielle
L'utilisation de l'ouraline remonte à l'antiquité, comme en témoigne une mosaïque retrouvée en 1912 dans une villa romaine du Pausilippe par un chercheur anglais. Cette dernière datant de 79 avant J.-C. comprenait des pièces de verre de couleur jaune contenant 1 % d'oxyde d'uranium.
À partir de la fin du Moyen Âge (1565), la pechblende est extraite des mines d'argent des Monts Métallifères de la maison de Habsbourg à Joachimsthal en Bohême (aujourd'hui Jáchymov en République tchèque) et sert de colorant dans l'industrie locale du verre.
Après avoir découvert l'uranium en 1789, Martin Heinrich Klaproth fit des expériences sur l'utilisation de l'oxyde d'uranium dans la coloration du verre et de la porcelaine vers 1810. Vingt ans plus tard, Franz Xaver Anton Riedel, un verrier issu d'une longue lignée d'artisans, parvient à produire deux types de verres fluorescents : un vert et un jaune.

### Production moderne
L'ouraline devint populaire vers la seconde moitié du XIXe siècle. Elle connut un âge d'or entre 1880 et 1920.

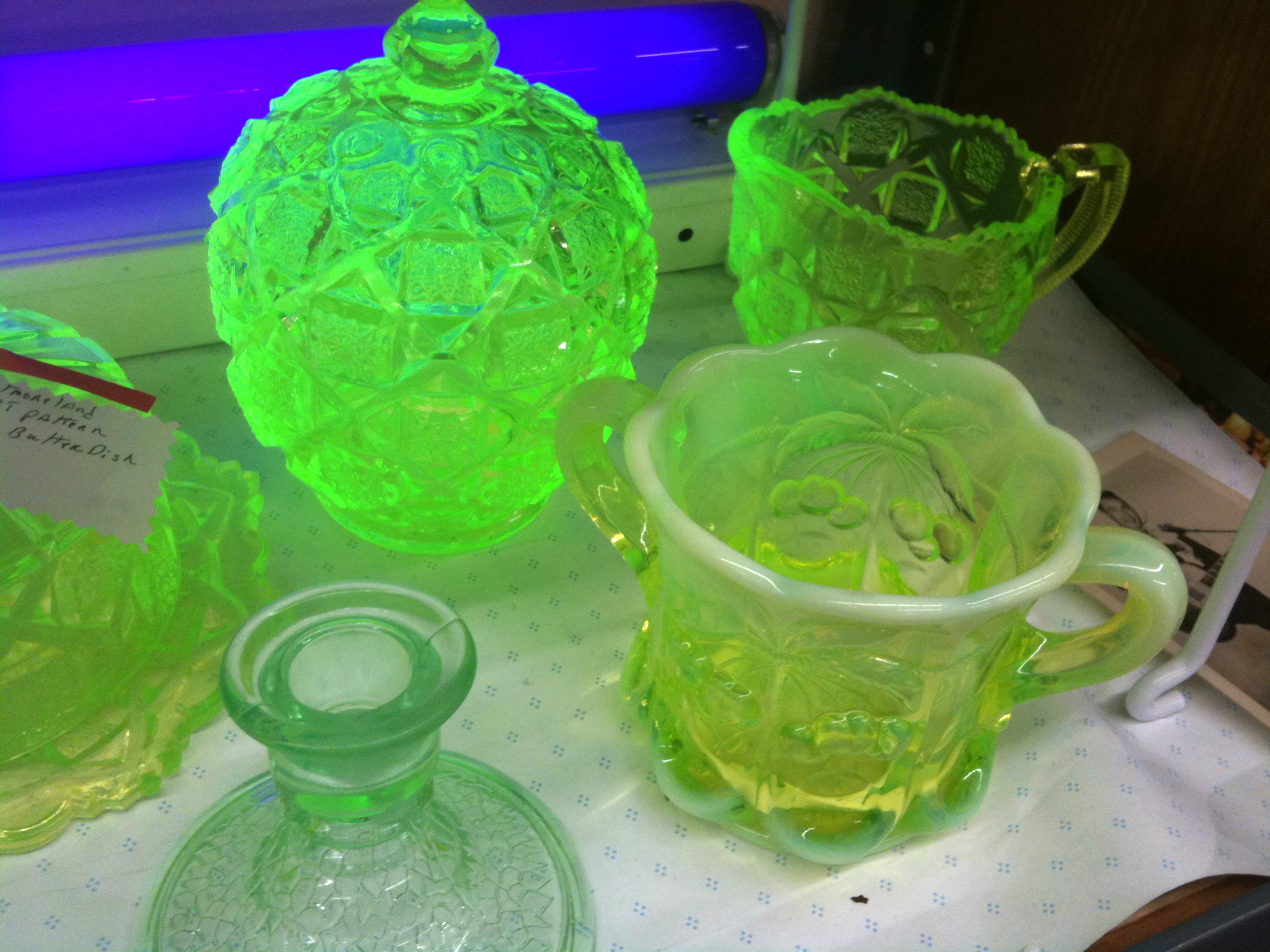
Une collection de vaisselle en ouraline.

Josef Riedel fut sans doute le premier grand fabricant d'objets en ouraline. Il donna leur nom à deux variétés d'ouraline, « annagelb » et « annagrün », respectivement jaune et vert-jaune, en l'honneur de sa femme Anna Maria et de ses filles Anna-Maria et Eleonora. Riedel fut un souffleur d'ouraline prolifique ; sa verrerie, établie à Dolni Polubny en Bohême, prospéra de 1830 à 1848.
Après le concours de la Société d'encouragement pour l'industrie nationale, un fabricant français, la cristallerie de Choisy-le-Roi, parvient à reproduire le procédé. Vers 1840, le nombre de verreries produisant des objets en ouraline se multiplie en Europe. De nouvelles variétés sont créées. La cristallerie de Baccarat, en France, fabrique une ouraline verte et opaque baptisée « chrysoprase » à cause de sa couleur rappelant celle de la calcédoine verte. Les cristalleries de Clichy, Reims, Saint-Louis et d'autres suivent ce sillage peu de temps après. Le verre d'urane envahit progressivement les foyers et atteint enfin son âge d'or entre 1880 et 1920.

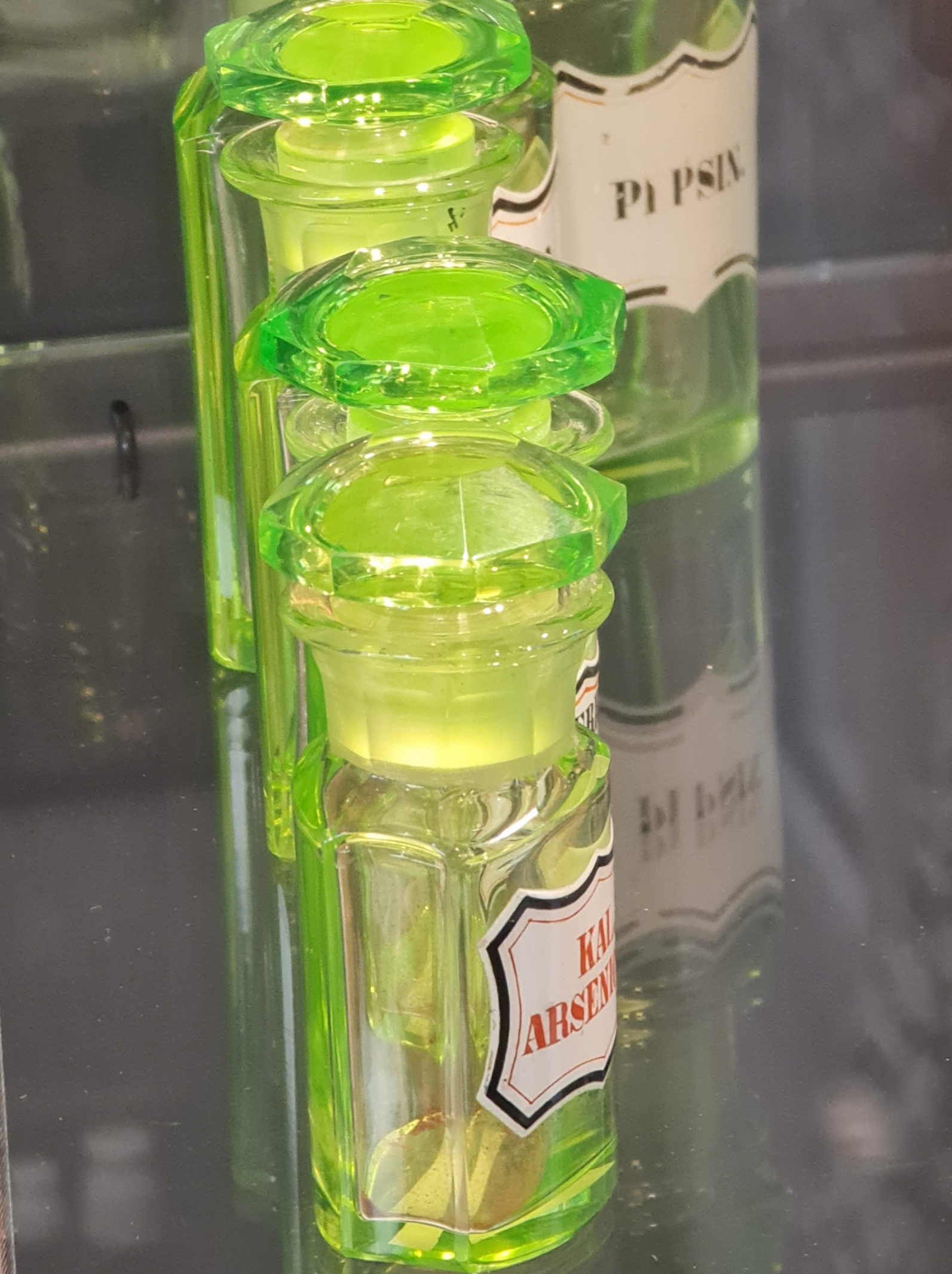
Bocaux de pharmacie en ouraline, Musée de la Médecine et de la Pharmacie, Sosnowiec (Pologne)

Malgré la découverte de la radioactivité par Henri Becquerel en 1896 puis celle du radium par Pierre et Marie Curie en 1898, le public continue d'acheter de l'ouraline : plats, bijoux, vases, statuettes, verres à absinthe et autres bibelots fluorescents semblent investis d'une « aura quasi surnaturelle » qui excite l'imagination des clients.
À la fin du XIXe siècle, les souffleurs de verre découvrent qu'il est possible de tremper l'ouraline en induisant une micro-cristallisation par adjonction de minéraux afin de rendre le verre plus résistant. Le verre ainsi produit est d'un blanc opaque.
Durant la Grande Dépression, on ajoute plus d'oxyde de fer au mélange car la tendance de l'époque est à une ouraline plus verte. Ce matériau, qui n'est plus à proprement parler de l'ouraline mais plutôt de la vitrocéramique, est appelé « vaseline glass ».
La production américaine d'ouraline cesse au milieu de la Seconde Guerre mondiale à la suite de la confiscation des stocks d'uranium par le gouvernement. Elle ne reprend qu'en 1958, avec de l'uranium appauvri et des « mesures de protection bien plus satisfaisantes pour les ouvriers et les espaces de stockage ».
De nos jours, certains fabricants perpétuent la tradition du « vaseline glass » aux États-Unis : Fenton Art Glass Company, Mosser Glass, Gibson Glass et Jack Loranger mais son usage alimentaire semble être banni.
Une nouvelle utilisation du verre d'urane est trouvée dans le domaine scientifique où il sert de liant entre certains métaux et le verre.

## Dangerosité
« Une étude détaillée menée par la Nuclear Regulatory Commission révèle que quelle que soit la situation (proximité avec l'objet, contact avec l'objet ou ingestion d'un liquide conservé dans l'objet pendant 24 heures) (voir phénomène de « lixiviation »), les taux de radiation sont systématiquement inférieurs à la radioactivité naturelle »,. 
Seules les personnes transportant ces marchandises du lieu de fabrication au centre de distribution seraient celles les plus exposées aux radiations - mais ce sont plutôt les produits contenant du radium que de l'uranium qui sont en définitive dangereux. 